# 索博尔奇
索博尔奇（匈牙利語：Szabolcs）是匈牙利索博尔奇-索特马尔-拜赖格州所辖的一个村。总面积5.88平方公里，总人口403，人口密度68.5人/平方公里（2011年1月1日）。